# The Dublin Penny Journal
The Dublin Penny Journal va ser un setmanari, i posteriorment una sèrie de volums publicats, amb seu a Dublín, Irlanda, entre 1832 i 1836. Publicat cada dissabte, per JS Folds, George Petrie i Caesar Otway, el Penny Journal s'ocupava en qüestions d'història, llegendes, topografia i identitat irlandesa, i estava il·lustrat amb diversos mapes i xilografies. Tot i que originalment era una publicació de poca difusió, amb només alguns milers d'exemplars en la seva primera edició, la popularitat va anar creixent i va provocar un augment de la tirada. En deixar de publicar-se el 1836, s'havien publicat 206 obres en quatre volums i es van vendre a l'engròs a Londres, Liverpool, Manchester, Birmingham, Edimburg, Glasgow, Nova York, Filadèlfia, Boston i París.